# 北齋漫畫 (戯曲)
『北齋漫畫』（ほくさいまんが）は、矢代静一が1973年に発表した戯曲。葛飾北斎を題材としている。発表と同年に緒形拳主演で初演され、1981年には同じ緒方主演で『北斎漫画』として映画化された。

## 作品解説
『北齋漫畫』は、劇作家の矢代静一により戯曲として発表された。河出書房新社の雑誌『文藝』1973年3月号に掲載ののち、同年に同社から単行本が刊行された。江戸時代の浮世絵師葛飾北斎を主人公としており、北斎と同時代に生きた曲亭馬琴や自身の娘である葛飾応為、養父であった御用鏡磨師の中島伊勢、そして謎の女との交流を軸に物語が繰り広げられる。タイトルは北斎による画集に由来し、ここでの「漫畫」とは「いつかちゃんとした絵を描くために森羅万象を漫然と書き留めた絵」のことを指し、スケッチブックのような意味合いをもつ。『写楽考』（1972年）、『淫乱斎英泉』（1975年）と共に「浮世絵師三部作」と総称され、1978年にはこの3作により矢代は芸術選奨文部大臣賞を受賞した。

## 上演史
初演は1973年7月に『北斎漫画』のタイトルで、金井彰久の制作、栗山昌良の演出、緒形拳の主演により紀伊國屋ホールにて行われた。また、『Hokusai Sketch Book』のタイトルでアメリカでも上演された。1981年には初演版と同じく緒形の主演、新藤兼人の監督により『北斎漫画』として映画化もされている。

### 2019年の公演
2019年6月9日から7月7日にかけて宮田慶子の演出、横山裕（関ジャニ∞）の主演で再演された。公演会場は東京・東京グローブ座のみである。

#### キャスト
- 鉄蔵（葛飾北斎）：横山裕
- お直：佐藤江梨子
- 佐七（曲亭馬琴）：木村了
- お栄（葛飾応為）：堺小春
- お百：枝元萌
- 伍助：吉田健悟
- 中島伊勢：渡辺いっけい

#### スタッフ
- 作：矢代静一
- 演出：宮田慶子
- 主催：東京グローブ座
- 企画・製作：Quaras

## 書誌情報
- 矢代静一『北齋漫畫』河出書房新社、1973年。 NCID BN13718731。国立国会図書館書誌ID:000001259724。
- 矢代静一『写楽考・北齋漫畫・淫乱斎英泉』河出書房新社〈河出文藝選書〉、1977年。 NCID BN15347823。国立国会図書館書誌ID:000001350459。
- 三一書房編集部 編『現代日本戯曲大系 第9巻(1972-1974)』三一書房〈現代日本戯曲大系〉、1997年。ISBN 4-380-97535-5。